# Always Tell Your Wife
Always Tell Your Wife è un cortometraggio muto del 1923 diretto da Hugh Croise e terminato da Alfred Hitchcock, che però non è accreditato nei titoli.
Era stato portato nel 1913 sulle scene teatrali da Seymour Hicks - autore della commedia e famoso attore dell'epoca nonché interprete e produttore di questo cortometraggio - che ne aveva già interpretato anche una precedente versione cinematografica nel 1914.
Questa sua seconda interpretazione per il cinema del 1922 fu affidata alla regia di Hugh Croise. A riprese già iniziate, questi abbandonò la regia. Alfred Hitchcock nella sua lunga intervista a François Truffaut parla di una lite con Hicks, il quale avrebbe quindi proposto ad Hitchcock di finire il film insieme a lui; altre fonti parlano invece di una malattia di Croise.
Quale che sia il motivo, il film - girato in un teatro di posa di Islington e di cui rimane un solo rullo - fu affidato al giovane e praticamente esordiente Hitchcock che non risulta accreditato nei titoli ma il cui talento è, secondo la critica, già visibile.

## Trama
Il marito, per tradire la moglie con un'affascinante ricattatrice, si finge raffreddato.

## Produzione
Il film fu prodotto dalla Seymour Hicks Productions. Venne girato negli Islington Studios.

## Distribuzione
Distribuito dalla Seymour Hicks Productions, uscì nelle sale cinematografiche USA nel febbraio 1923. Della pellicola, originariamente in due rulli, rimane una copia incompleta.